# 米露
米露（1989年7月21日—），出生于河北省沧州市，中国女演员和模特。2007年参加CCTV《模特大赛》获得全国女子冠军而出道至今，现往影视圈发展，近年在热播剧《一起来看流星雨》、《小爸爸》、《落跑甜心》、《武媚娘传奇》、《何以笙箫默》、《射雕英雄傳》等扮演主要角色，演技备受肯定而人气大涨。

## 生平
1989年出生于河北省沧州市一个书香世家，其父母均是教师。2007年毕业于沧州市第一中学，2011年北京服装学院服装设计与表演专业本科班毕业。

## 主要经历
- 2007年，身高173cm的她参加中央电视台《第八届CCTV模特大赛》一举夺得全国女子冠军、最佳媒体印象奖等荣誉
- 2008年 担任《嘉人》《东方模特》《时尚芭莎》等多部杂志的封面模特
- 2009年 在热播偶像剧《一起来看流星雨》中扮演Lisa一角
- 2010年 拍摄电视剧《多情江山》與《落跑甜心》
- 2011年 拍摄电视剧《酒店世家》
- 2012年 担任电视剧《我不曾放纵的青春》女一号水一
- 2013年 拍摄热播剧《小爸爸》
- 2014年 出演热播剧《武媚娘传奇》扮演高阳公主
- 2015年 担任电视剧《何以笙箫默》扮演萧筱
- 2015年 出演了电视剧《最佳前男友》扮演程湘南

## 影视作品

### 电视剧/网络剧
| 首播年份 | 剧名                     | 角色     | 备注                      |
| 2009年   | 《一起来看流星雨》       | Lisa     |                           |
| 2013年   | 《落跑甜心》             | 贝珍妮   |                           |
| 2013年   | 《像小朵一样》           | 江顺顺   |                           |
| 2013年   | 《小爸爸》               | 米露     | 特別客串                  |
| 2014年   | 《奇葩一家亲》           | 米娜     |                           |
| 2014年   | 《武媚娘传奇》           | 高阳公主 |                           |
| 2015年   | 《何以笙箫默》           | 萧筱     |                           |
| 2015年   | 《二胎时代 》            | 杜娟     |                           |
| 2015年   | 《最佳前男友》           | 程湘南   |                           |
| 2015年   | 《多情江山》             | 多娜     |                           |
| 2016年   | 《新婚公寓》             | 李倩倩   | 友情客串                  |
| 2016年   | 《致青春》               | 施洁     | 特別客串                  |
| 2016年   | 《定制幸福》             | 李翠翠   |                           |
| 2017年   | 《射雕英雄传》           | 梅超风   |                           |
| 2017年   | 《云巅之上》             | 霍晶     |                           |
| 2017年   | 《一粒红尘》             | 喬楚     |                           |
| 2017年   | 《大话西游之爱你一万年》 | 嫦娥仙子 |                           |
| 2018年   | 《天意》                 | 吕后     | 网络剧                    |
| 2018年   | 《罪案心理小组X》        | 丁嘉琪   | 网络剧                    |
| 2019年   | 《招摇》                 | 柳苏若   |                           |
| 2020年   | 《你成功引起我的注意了》 | 周全     | 网络剧                    |
| 2020年   | 《向阳而生》             | 夏梦     |                           |
| 2021年   | 《你的名字我的姓氏》     | 唐诗     | 2016年拍摄                |
| 2021年   | 《真相》                 | 温婉     | 网络剧                    |
| 2022年   | 《骨语2》                | 赵琪     | 网络剧                    |
| 2023年   | 《夏日奇妙书》           | LUNA     |                           |
| 2025年   | 《无尽的尽头》           | 陶佳     | 网络剧                    |
| 待播     | 《我不曾放纵的青春》     | 水一     | 2011年拍摄                |
| 待播     | 《情牵首尔》             | 姜唯     | 曾名:酒店世家，2012年拍摄 |
| 待播     | 《双食记》               |          | 网络剧                    |

### 电影
| 首映年份 | 剧名         | 角色 | 备注     |
| 2020年   | 《干将莫邪》 | 莫邪 | 网络电影 |

## 模特奖项
- 2007年 第八届CCTV模特电视大赛冠军（获奖）
- 2007年 中国年度十大新锐模特（获奖）
- 2007年 第八届CCTV模特电视大赛最佳媒体印象奖（获奖）
- 2007年 年度TOP 10最具影响力新面孔模特（获奖）
- 2007年 第八届CCTV模特电视大赛冠军（获奖）
- 2007年 黄金搭档爱心大使（获奖）
- 2007年 第八届CCTV模特电视大赛河北赛区季军（获奖）
- 2007年 中国扶贫宣传使者（获奖）
- 2008年 年度十佳职业模特（获奖）
- 2008年 迪奥奢白之星（获奖）